# Нижний Кокуй
Ни́жний Коку́й — село в Балейском районе Забайкальского края России. Административный центр сельского поселения «Нижнекокуйское».

## География
Село находится в центральной части района, на берегу реки Унда, на расстоянии примерно 9 км к юго-западу от города Балей, административного центра района. 
Климат
Климат характеризуется как резко континентальный с продолжительной холодной малоснежной зимой. Абсолютный минимум температуры воздуха самого холодного месяца (января) составляет −45,5 °C; абсолютный максимум самого тёплого месяца (июля) — 39,2 °C. Среднегодовое количество атмосферных осадков составляет 308,3 мм.
Часовой пояс
Село Нижний Кокуй находится в часовой зоне МСК+6. Смещение применяемого времени относительно UTC составляет +9:00.

## История
Село основано в первой половине XVIII века приписанными к Нерчинскому сереброплавильному заводу крестьянами, которые в 1857 году были переведены в казачье сословие. В советское время работали колхозы «Красное знамя», «40 лет Октября», «Искра».

## Население
| 1989 | 2002 | 2010 | 2021 |
| ---- | ---- | ---- | ---- |
| 390  | ↘346 | ↘308 | ↘241 |

### Национальный состав
Согласно результатам переписи 2002 года, в национальной структуре населения русские составляли 100 % из 346 чел.

## Инфраструктура
В селе функционируют средняя общеобразовательная школа, детский сад, фельдшерско-акушерский пункт, дом культуры и библиотека.